# Friedrich Koch (Politiker, 1811)
Johann Friedrich Koch (* 29. Juli 1811 in Nieder-Wildungen; † 30. Januar 1895 ebenda) war ein deutscher Jurist und Politiker.
Koch war der Sohn des Landwirts Johann Philipp Koch (1777–1864) und dessen Ehefrau Susanne, geborene Böttcher (1773–1849). Er heiratete am 26. Oktober 1838 in erster Ehe in Nieder-Wildungen Sophie Caroline Adolphine Julie Theodore Escher (1815–1841). Am 29. Juli 1848 heiratete er in zweiter Ehe in Nieder-Wildungen Adolfine Friederike Marie Louise Stöcker (1826–1857). 
Koch studierte Rechtswissenschaften und wurde 1835 Amtsakzessist. 1838 erhielt er die Zulassung als Rechtsanwalt. Er wurde Bürgermeister von Nieder-Wildungen und war 1847 bis 1893 Waisenhausrentmeister in Nieder-Wildungen. 1894 gab er die Rechtsanwaltspraxis auf. Von 1875 bis 1878 war er für den Wahlkreis Kreis der Eder Abgeordneter im Landtag des Fürstentums Waldeck-Pyrmont. 